# 横山剛 (実業家)
横山 剛（よこやま たけし、1965年〈昭和40年〉9月2日 - ）は、日本の実業家。SRCグループCEO。兵庫エフエム放送株式会社代表取締役社長。特定非営利活動法人神戸ファイニーズ専務理事。全国FM放送協議会理事。株式会社ジャパンエフエムネットワーク取締役。神戸ストークス共同オーナー。
現在も『学生起業家』として新規事業に挑戦しつつ地域の若者教育と起業家支援にも力点を置く。学術領域における専門はマーケティング。大学では事業創造論・企画デザイン論・サービスマネジメント論・マーケティング戦略論などの講義を担当。

## 来歴
甲南大学文学部社会学科心理学専攻卒。神戸大学大学院経営学研究科(MBA)修了。現在、同博士課程後期在学中。
立命館大学・近畿大学・神戸芸術工科大学の非常勤講師、神戸学院大学の客員教授。
神戸市「デザイン都市・神戸」創造会議委員　兵庫県「阪神南地域産業戦略研究会」委員、神戸市「こどもの創造的学びに関する研究会」委員等を歴任。

## 人物
好きな学問は西洋哲学と心理学。趣味はラグビーとバイクで、愛車はCB1300SFSP。Founders!主宰。
自称「愛」研究家。座右の銘は「人間万事塞翁が馬」。尊敬する人は冒険家の植村直己。